# Lindsborg
Lindsborg ist eine kleine Stadt im McPherson County, etwas östlich des geografischen Zentrums des US-Bundesstaates Kansas. Das U.S. Census Bureau hat bei der Volkszählung 2020 eine Einwohnerzahl von 3776 ermittelt.

## Geschichte
1869 siedelte eine Gruppe von etwa 100 Einwanderern aus der schwedischen Provinz Värmland in der Gegend des heutigen Lindsborg. 1879 wurde die Siedlung zur Stadt erhoben. Im Jahre 1881 wurde das Bethany College gegründet.
Bis heute drückt sich der schwedische Einfluss auf die Geschichte der Stadt deutlich aus.